# Мавристи
Маври́сти, або Конгрега́ція свято́го Ма́вра (фр. Congrégation de St. Maur) — французька вчена конгрегація ордену бенедиктинців, що отримала свою назву від св. Мавра (пом. 565), одного з безпосередніх учнів св. Бенедикта; існувала з 1618 року. Була розпущена в 1790 році рішенням французького революційного Установчих зборів.

## Історія
Засновником товариства мавристів був учений чернець Дідьє де Ла Кур. В 1618 році воно було офіційно затверджене. Новиця, які вступали в конгрегацію, повинні були впродовж п'яти років спеціально вивчати богослов'я і філософію, потім відходили в одну з академій ордена як викладачі або для кабінетних вчених робіт за призначенням пріора. Часто застосовувався принцип поділу праці: один збирав матеріал, інший систематизував його, третій обробляв, четвертий готував до друку, а п'ятий спостерігав за друкуванням і коригував видання. Всі працювали крім турботи про особисту славу, для блага церкви і честі ордену.
На перших порах конгрегація займалася історією ордену, його монастирів і його великих діячів; потім коло робіт було розширене і мавристи зробили великі послуги історії та археології взагалі — збиранням і виданням рукописів з давньої літературі, особливо християнської.
Мавристи часто були змушені вступати в полеміку супроти траппістів, які дивилися на наукові заняття як на справу, несумісну з чернечим званням, і єзуїтів, які у виданні пам'яток літератури позацерковного характеру бачили небезпеку для церкви і «крок до безумовної свободи розуму».
В епоху найбільшого свого поширення маврісти нараховували до 120 монастирів. В епоху першої французької революції конгрегація припинила свою діяльність.

## Представники
Найбільш знамениті з мавристів:
- Люк Ашері (1609—1685)
- Жан Мабільон (1632—1707)
- Едмон Мартен (1654—1739)
- Бернар де Монфокон (1655—1741)
- Венсан Тюлье (1685—1736)

## Значення
Мавристами зроблені чудові видання, головним чином за рукописами, творів Афанасія Олександрійського, Григорія Богослова, Кирила Єрусалимського, Івана Золотоустого, Аврелія Августина, Лева Великого, Григорія Двоєслова. Чимало також видано ними пам'ятників і творів, що відносяться до стародавньої історії Греції і Риму та середньовічної історії Візантії та Західної Європи.
Мавристи виробили правила встановлення автентичності місця і часу складання документа, поклали початок палеографії, дипломатиці та іншим допоміжним історичним дисциплінам.